# La cosa se pone negra (álbum)
La cosa se pone negra es el primer álbum en vivo de Ruben Rada. Fue grabado el 8 de abril de 1983 en el Estadio Obras de Buenos Aires, durante el pico de popularidad de su etapa en Argentina.

## Historia
El tema "Blumana" del disco En familia (1983) se había transformado en un éxito.
El periodista Fernández Bitar escribió en su Historia del Rock en Argentina, cuando refiere al mes de abril de 1983: "Este mes llena Obras un artista cada vez más popular: Rubén Rada (con el slogan “La cosa se puso negra”, y en su mejor momento, grabando material para un disco en vivo)."
El lado A de La cosa se pone negra abre con el tema clásico “Rock de la Calle” del disco La Banda (1980), sigue con “Candombe Pa’l Fatto” (dedicado a Hugo Fattoruso) de La Rada (1981), “Lucila II” (tema dedicado a su hija) de En Familia (1983) y cierra con “El latinazo”, un tema que no pertenece a ningún álbum de estudio y que solo fue grabado para este disco. El lado B abre con “Montevideo”, tema clásico del repertorio de la banda Opa, sigue con “Blumana” de En familia y cierra con una versión de “María, María” de Milton Nascimento, que incluye “Popotitos” intercalada en el medio, canción de los Teen Tops que había vuelto a ser un hit grabada por Serú Girán en 1982.
La cosa se pone negra fue reeditado en CD en Argentina, en 2000, por Orfeón y Universal.

## Lista de canciones
Lado A
1. Rock de la calle (Rubén Rada)
2. Candombe Pa'l Fatto (Rubén Rada)
3. Lucila II (Rubén Rada)
4. El latinazo (Rubén Rada)

Lado B
1. Montevideo (Rúben Rada, Hugo Fattoruso)
2. Blumana (Rubén Rada)
3. María, María (Milton Nascimento, Fernando Brant)

## Ficha técnica
Rubén Rada: Voz líder, percusión
Ricardo Nolé: Teclados
Ricardo Lew: Guitarras
Urbano Moraes: Bajo
Osvaldo Fattoruso: Batería

Músicos invitados
Andrés Boiarsky: Saxos
Alfredo Wolf: Trombón
Benny Izaguirre: Trompeta
Roberto Fernández: Trompeta
Julia Zenko: Coros
María Fernanda Rada: Coros

Arreglos de "Blumana", "Lucila II", "El latinazo" y "Montevideo": Ricardo Lew
Arreglos de "Rock de la calle", "Candombe pa´l Fatto" y "María, María": Ricardo Nolé
Gogo Husso: Arte de tapa
Óscar López: Foto de tapa
Gabriel Rocca: Fotos de contratapa
Óscar López: Productor ejecutivo
Carlos Píriz: Técnico de grabación y mezcla.
Mezclado en Estudio Moebio, por Ricardo Lew y Carlos Píriz